# Dhammakaya-meditation
Dhammakaya meditation er en buddhistisk meditationsteknik udviklet og undervist af den thailandske meditationslærer Luang Pu Sodh Candasaro (1885-1959). 
I Thailand er det kendt som vijjā dhammakāya, der kan oversættes som 'videnskaben om sandhedens legeme'. Det er en meditationsmetode, der er central i Dhammakaya-bevægelsen. Dhammakaya-meditationsmetoden er blevet meget populær i Thailand og andre dele af Sydøstasien, og er blevet beskrevet som en genopdagelsen af samatha (ro) meditation i Thailand.
Metoden blev opdaget af Luang Pu Sodh i 1910'erne. Følgere af Dhammakaya mener, at metoden er den samme som den oprindelige metode, Buddha brugte til at opnå oplysning. Ifølge Luang Pu Sodh kan Dhammakāya, kernekonceptet for traditionen, findes i hvert menneske. Det vigtigste aspekt af meditationsmetoden er fokus på kroppens centrum. Fra og med 2008 var der stadig videnskabelig debat om oprindelsen af Dhammakaya meditation. Forskere henviser til Yogavacara-traditionen som en mulig kilde, eller at metoden kan være ny eller delvis ny. Dhammakaya meditation undervises i alle dhammakaya-templer, og består af et stadium af samatha (ro) og vipassana (indsigt), der følger strukturen af Visuddhimagga, en standard indenfor Theravada-traditionens vejledning om meditation. I metoden beskrives der stadier med fokus på den indre krop (Pali: kāya), men også med fokus på meditative absorptioner (Pali: jhānas).
Dhammakaya-meditation har været genstand for en betydelig diskussion blandt buddhister med hensyn til dens ægthed og effektivitet, og har også været genstand for flere videnskabelige undersøgelser.